# Tynia Gaither
Tynia Gaither (* 16. März 1993 in Freeport) ist eine bahamaische Leichtathletin, die sich auf den Sprint spezialisiert hat.

## Sportliche Laufbahn
Erste internationale Erfahrungen sammelte Kelly-Ann Baptiste bei den CARIFTA-Games 2010 in George Town, bei denen sie in der U20-Altersklasse im 200-Meter-Lauf in 23,83 s die Silbermedaille gewann, wie auch mit der bahamaischen 4-mal-100-Meter-Staffel in 45,59 s. Zudem belegte sie über 100 Meter in 11,86 s den sechsten Platz. Anschließend erreichte sie bei den Juniorenweltmeisterschaften in Moncton über 200 Meter das Halbfinale, in dem sie mit 24,48 s ausschied. Auch mit der Staffel konnte sie sich in 45,45 s nicht für das Finale qualifizieren. Zudem nahm sie an den erstmals ausgetragenen Olympischen Jugendspielen in Singapur teil und gewann dort in 23,68 s die Silbermedaille und siegte in der gemischten Sprintstaffel (1000 Meter). Bei den CARIFTA-Games 2011 in Montego Bay trat sie im 100-Meter-Lauf an und erreichte dort in 11,72 s Rang fünf. 2016 nahm sie im 60-Meter-Lauf an den Hallenweltmeisterschaften in Portland teil, schied dort aber mit 7,41 s bereits in der ersten Runde aus. Bei den Olympischen Spielen in Rio de Janeiro schied sie über 100 Meter mit 11,56 s in der ersten Runde aus erreichte über 200 Meter das Halbfinale, in dem sie mit 23,45 s ausschied.
Bei den IAAF World Relays 2017 auf den Bahamas gelangte sie mit der 4-mal-100-Meter-Staffel in 44,01 s auf den sechsten Platz und bei den Weltmeisterschaften in London belegte sie über 200 Meter mit 23,07 s im Finale den achten Platz und konnte mit der Staffel ihr Rennen im Vorlauf nicht beenden. Im Jahr darauf belegte sie bei den NACAC-Meisterschaften in Toronto in 23,41 s den sechsten Platz über 200 Meter. 2019 nahm sie erstmals an den Panamerikanischen Spielen in Lima teil und gewann dort in 22,76 s die Bronzemedaille hinter der Jamaikanerin Shelly-Ann Fraser-Pryce und Vitória Cristina Rosa aus Brasilien. Mit der Staffel konnte sie ihren Lauf im Finale erneut nicht beenden. Bei den Weltmeisterschaften in Doha gelangte sie über 100 Meter bis in das Halbfinale, in dem sie mit 11,20 s ausschied, während sie über 200 Meter mit 22,90 s im Finale erneut auf Rang acht gelangte. 2021 verbesserte sie ihre Bestmarke über 100 m auf 11,02 s und qualifizierte sich damit für die Teilnahme an den Olympischen Spielen in Tokio, bei denen sie bis in das Halbfinale gelangte und dort mit 11,31 s ausschied.
2022 siegte sie in 11,31 s über 100 Meter bei der BoXX United Manchester World Athletics Continental Tour und im Juli siegte sie in 22,57 s über 200 Meter beim Meeting International de Sotteville. Daraufhin erreichte sie bei den Weltmeisterschaften in Eugene das Halbfinale über 100 Meter, in dem sie wegen eines Fehlstarts disqualifiziert wurde. Zudem erreichte sie auch über 200 Meter das Semifinale und schied dort mit 22,41 s aus. Anschließend belegte sie bei den Commonwealth Games in Birmingham in 11,23 s den siebten Platz über 100 Meter und verzichtete dann auf einen Start über 200 Meter. Daraufhin gewann sie bei den NACAC-Meisterschaften in Freeport in 22,41 s die Silbermedaille über 200 Meter hinter der US-Amerikanerin Brittany Brown und mit der Staffel gewann sie in 43,34 s gemeinsam mit Printassia Johnson, Anthonique Strachan und Devynne Charlton die Silbermedaille hinter dem Team aus den Vereinigten Staaten.
In den Jahren 2016 und 2017 sowie 2021 und 2022 wurde Gaither bahamaische Meisterin im 100-Meter-Lauf sowie 2016 und 2018 über 200 Meter.

## Persönliche Bestzeiten
- 100 Meter: 11,02 s (+1,3 m/s), 24. April 2021 in Miami
  - 60 Meter (Halle): 7,23 s, 28. Februar 2015 in Seattle
- 200 Meter: 22,41 s (+2,0 m/s), 19. Juli 2022 in Eugene
  - 200 Meter (Halle): 23,11 s, 13. Februar 2016 in Fayetteville